# Guémené-Penfao
 Guémené-Penfao  es una población y comuna francesa, situada en la región de Países del Loira, departamento de Loira Atlántico, en el distrito de Châteaubriant y cantón de Guémené-Penfao.

## Demografía
| 5189 | 4977 | 4590 | 4476 | 4464 | 4572 |
| Para los censos de 1962 a 1999 la población legal corresponde a la población sin duplicidades (Fuente: INSEE [Consultar]) |      |      |      |      |      |